# NGC 3180
NGC 3180 est une nébuleuse en émission (région HII) située dans la galaxie NGC 3184. Cette galaxie est dans la constellation de la Grande Ourse. NGC 3180 a été découverte par l'ingénieur irlandais Bindon Stoney en 1851.